# Campeonato manomanista 2007
La LXII edición del Campeonato manomanista, máxima competición de pelota vasca en la variante de pelota mano profesional de primera categoría, se disputó en el año 2007. Fue la quinta edición organizada por la LEPM (Liga de Empresas de Pelota Mano), compuesta por las dos principales empresas dentro del ámbito profesional de la pelota mano, Asegarce y ASPE.
En cuartos de final esperaban los cuatro semifinalistas de la edición anterior Martínez de Irujo, Olaizola II, Beloki y González, de conformidad con el modelo de competición instaurado desde el año 2003. En la gran final se encontraron dos pelotaris con opciones de lograr su segunda txapela, siendo el vencedor Aimar Olaizola con una victoria sobre Abel Barriola con más facilidades de las esperadas por 22-10.

## Treintadosavos de final
| Fecha    | Frontón y localidad           | Rojo      | Azul               | Tanteo |
| -------- | ----------------------------- | --------- | ------------------ | ------ |
| 06/04/07 | Aritzbatalde, Zarauz          | Barriola  | Galarza V          | 22-07  |
| 07/04/07 | Amorebieta IV, Amorebieta     | Agirre    | Pascual            | 22-12  |
| 09/04/07 | Municipal de Bergara, Vergara | Laskurain | Martínez de Eulate | 13-22  |
| 08/04/07 | Beotibar, Tolosa              | Koka      | Berasaluze IX      | 22-09  |

## Dieciseisavos de final
| Fecha    | Frontón y localidad           | Rojo               | Azul          | Tanteo |
| -------- | ----------------------------- | ------------------ | ------------- | ------ |
| 14/04/07 | Aritzbatalde, Zarauz          | Barriola           | Xala          | 22-11  |
| 16/04/07 | Beotibar, Tolosa              | Agirre             | Olaizola I    | 13-22  |
| 13/04/07 | Gurea, Azcoitia               | Martínez de Eulate | Bengoetxea VI | 04-22  |
| 15/04/07 | Municipal de Bergara, Vergara | Koka               | Zearra        | 22-12  |

## Octavos de final
| Fecha    | Frontón y localidad               | Rojo     | Azul          | Tanteo |
| -------- | --------------------------------- | -------- | ------------- | ------ |
| 21/04/07 | Aritzbatalde, Zarauz              | Barriola | Peñagarikano  | 22-11  |
| 22/04/07 | Municipal de Bergara, Vergara     | Eugi     | Olaizola I    | 22-15  |
| 21/04/07 | Municipal de Etxabarri, Echévarri | Leiza    | Bengoetxea VI | 19-22  |
| 20/04/07 | Municipal de Ceánuri, Ceánuri     | Koka     | Patxi Ruiz    | 21-22  |

## Cuartos de final
| Fecha    | Frontón y localidad           | Rojo              | Azul          | Tanteo |
| -------- | ----------------------------- | ----------------- | ------------- | ------ |
| 06/05/07 | Ogueta, Vitoria               | Martínez de Irujo | Barriola      | 20-22  |
| 05/05/07 | Labrit, Pamplona              | Eugi              | Beloki        | 22-15  |
| 12/05/07 | Aritzbatalde, Zarauz          | González          | Bengoetxea VI | 22-11  |
| 13/05/07 | Municipal de Bergara, Vergara | Olaizola II       | Patxi Ruiz    | 22-19  |

## Semifinales
| Fecha    | Frontón y localidad | Rojo        | Azul     | Tanteo |
| -------- | ------------------- | ----------- | -------- | ------ |
| 20/05/07 | Astelena, Éibar     | Eugi        | Barriola | 11-22  |
| 26/05/07 | Labrit, Pamplona    | Olaizola II | González | 22-15  |

## Final
| Fecha    | Frontón y localidad      | Rojo        | Azul     | Tanteo |
| -------- | ------------------------ | ----------- | -------- | ------ |
| 17/06/07 | Atano III, San Sebastián | Olaizola II | Barriola | 22-10  |

- Datos: Q6743101